# Brusselse gewestverkiezingen 2004/Kandidatenlijst/FNB
Dit is de kandidatenlijst van het Front Nouveau de Belgique voor de Brusselse gewestverkiezingen van 2004. De partij dient geen volledige lijst in.

## Effectieven
1. François-Xavier Robert
2. Florence Matagne
3. Raymond Van Eeckhaute
4. Nadine Desterck
5. François Sabels
6. Liliane Obladen
7. François Paris
8. Georgette Verdickt
9. Jean-Marie Busine
10. Cécilia Ledoux
11. Robert Delfosse

## Opvolgers
1. Nadine Desterck
2. François Sabels
3. Liliane Obladen
4. Raymond Van Eeckhaute
5. Florence Matagne
6. François Paris
7. Cécilia Ledoux
8. Jean-Marie Busine
9. Georgette Verdickt
10. Robert Delfosse
11. Guy Picardat